# Skovbrugsuddannelse
Skovbrugsuddannelserne er uddannelser, der sigter mod at sætte deltagerne i stand til at varetage forpligtelser og udføre arbejde inden for skovbruget og tilgrænsende erhverv. Uddannelserne omfatter alle led, lige fra efteruddannelse af specialarbejdere inden for sektoren og til de højeste, videnskabelige eksamener

## Videnskabelige uddannelser
Institut for Geovidenskab og Naturforvaltning (Københavns Universitet) varetager uddannelsen af forstkandidater, der normalt er fagets højeste uddannelse. Ved bestået eksamen har man ret til titlen cand.silv.. Der findes dog også en Ph.d.-uddannelse inden for skovbrug. Den er treårig og betragtes som en videnskabelig specialisering, som forudsætter en kandidatuddannelse fra et dansk eller udenlandsk universitet. Bacheloruddannelsen skal give den studerende baggrund for at fortsætte på en naturvidenskabelig kandidatuddannelse (forstkandidat) eller en tværfaglig kandidatlinie. Desuden skal man med den baggrund kunne varetage visse erhvervsfunktioner inden for skovsektoren og tilgrænsende områder. En bestået bacheloruddannelse giver ret til betegnelsen Bsc.

## Faguddannelser
Skovskolen uddanner til skov- og landskabsingeniør. Det er en videregående uddannelse, der varer 4 år. Skovskolen varetager ligeledes erhvervsuddannelsen til skov- og naturtekniker med speciale inden for skovbrug, landskabspleje, træindustri eller formidling. Det er en uddannelse, som varer 3 år.
Endelig uddannes der ufaglærte skovarbejdere på Skovskolen, hvor de gennemgår en række fagrettede kurser (AMU-kurser) af kortere varighed.

## Eksterne links
- Institut for Geovidenskab og Naturforvaltning
- Institut for Geovidenskab og Naturforvaltning: Kandidat i skovbrug (forstkandidatuddannelsen)
- Skovskolen: Skov- og Landskabsingeniør
- Skovskolen: Skov- og naturtekniker Arkiveret 18. juli 2018 hos  Wayback Machine